# Josafat Kuncewicz
San Josafat, Juan Kuncewycz (Volodímir de Volinia 1580-Vítebsk, 12 de noviembre de 1623), fue un obispo greco-católico ruteno, fundador de una de las ramas de la Orden de San Basilio asesinado por ortodoxos, venerado como santo mártir en la Iglesia católica.

## Biografía
Nació en 1580 en Volinia de padres pertenecientes a la nobleza rutena, y a la iglesia ortodoxa; Juan se formó en Vilna (la actual Lituania) en un periodo caracterizado por el intenso combate entre la Iglesia ortodoxa tradicional y la Iglesia greco-católica bielorrusa de rito griego, la cual en el Concilio de Florencia (1451-1452) entró en comunión con la Iglesia romana, reconociendo al Papa con una jerarquía superior sobre los demás obispos.
Juan, decidiendo adherirse al credo de la Iglesia Greco-Católica Bielorrusa en 1604 se hizo monje con el nombre de Josafat y entró en el monasterio de la Santa Trinidad, de la Orden de San Basilio, situado en Vilna, donde, en 1617, inició la reforma que llevó al nacimiento de la Orden Basiliana de San Josafat.
Se ordenó sacerdote en 1609; a pesar de que, según decían sus contemporáneos, tenía un carácter reservado. Se entregó a la predicación y consiguió así un gran logro: en 1617 fue nombrado el primer archimandrita de su monasterio y poco tiempo después, fue ordenado obispo de Pólatsk, situado en la actual Bielorrusia.
Gran devoto de Nuestra Señora de Częstochowa desarrollo en la diócesis una serie de reformas para afirmar el credo de la Iglesia Greco-Católica: restauró completamente la catedral, compuso un catecismo para el pueblo y realizó innumerables visitas pastorales. En una de estas, mientras se encontraba en Vítebsk, fue rodeado por un grupo de personas que no estaban de acuerdo con sus enseñanzas, quienes lo golpearon hasta dejarlo sin sentido después le atravesaron su brazo derecho con una lanza y le abrieron su cráneo con un machete, un tiro de gracia acabó con su vida y poco después lo arrojaron en un torrente de agua. Fue canonizado por la Iglesia católica en 1867 y su memoria se celebra el 12 de noviembre, día de su muerte.

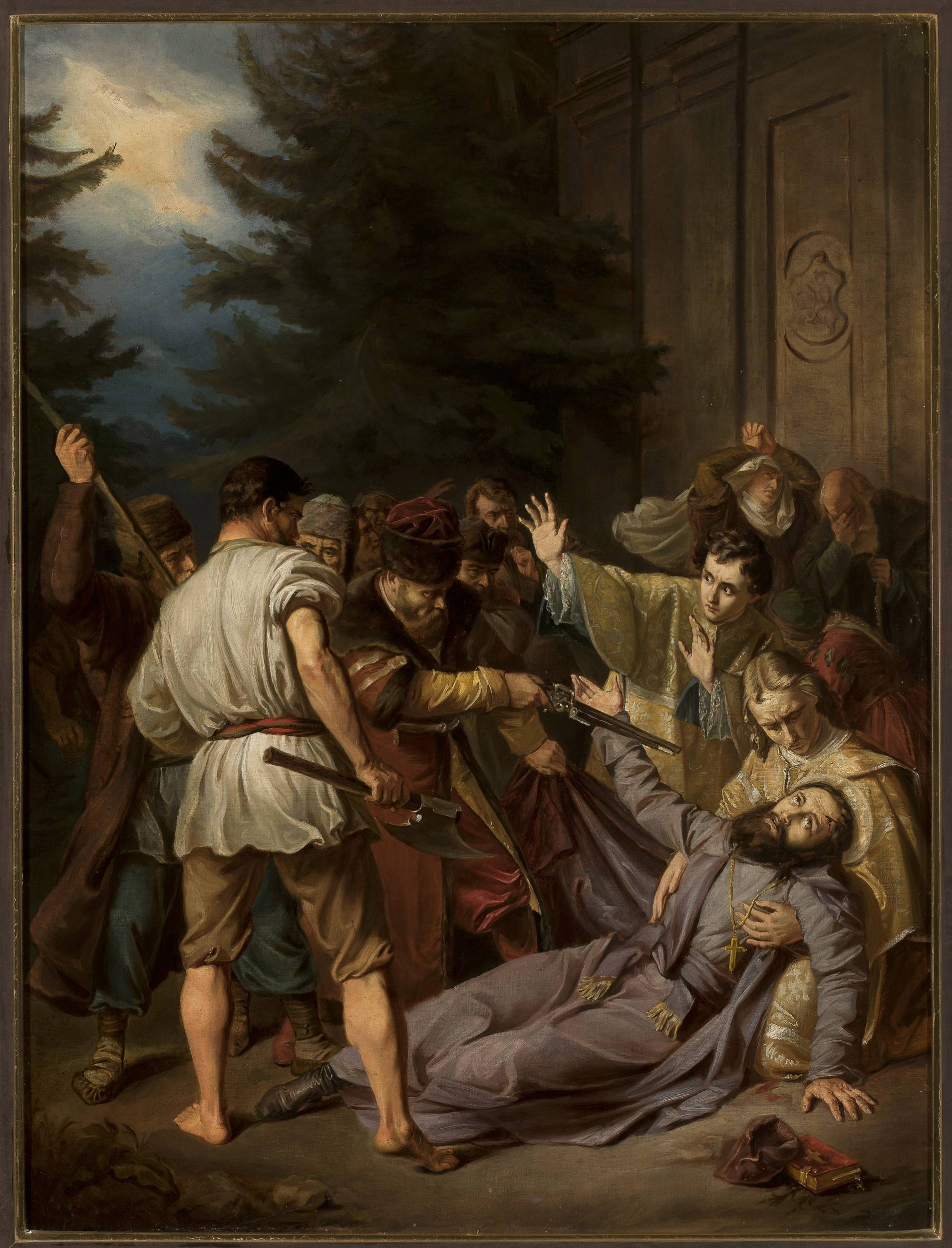
Martirio de San Josaphat Kuntsevych pintado en Warsaw.